# سينتيريتش (نيويورك)
سينتيريتش (بالإنجليزية: Centereach)‏ هي قرية غير مضمنة في ولاية نيويورك الأمريكية.
يبلغ عدد سكانها حسب تعداد سنة 2000: 27,285 نسمة. ويبلغ عددهم حسب تقدير 2007 حوالي:27,800 نسمة.

## التركيبة السكانية
حدّد مكتب تعداد الولايات المتحدة بيانات التركيبة السكانية لسينتيريتش في تعداد الولايات المتحدة. في ما يلي، التركيبة السكانية حسب تعدادي 2000 و2010.

### تعداد عام 2000
بلغ عدد سكان سينتيريتش 27,285 نسمة بحسب تعداد عام 2000، وبلغ عدد الأسر 8,176 أسرة وعدد العائلات 7,001 عائلة مقيمة في المنطقة السكنية. في حين سجلت الكثافة السكانية 1,207.3 نسمة لكل كيلومتر مربع (3,126.9/ميل2). وبلغ عدد الوحدات السكنية 8,329 وحدة بمتوسط كثافة قدره 368.5 لكل كيلومتر مربع (954.4/ميل2).
وتوزع التركيب العرقي للمنطقة السكنية بنسبة 91.89% من البيض و1.98% من الأمريكيين الأفارقة و0.18% من الأمريكيين الأصليين و3.17% من الأمريكيين ذوي الأصول الآسيوية و0.01% من سكان جزر المحيط الهادئ و1.36% من الأعراق الأخرى و1.42% من عرقين مختلطين أو أكثر و7.08% من الهسبانيون أو اللاتينيون من أي عرق.
بلغ عدد الأسر 8,176 أسرة كانت نسبة 47.1% منها لديها أطفال تحت سن الثامنة عشر تعيش معهم، وبلغت نسبة الأزواج القاطنين مع بعضهم البعض 70.6% من أصل المجموع الكلي للأسر، ونسبة 11% من الأسر كان لديها معيلات من الإناث دون وجود شريك، بينما كانت نسبة 4% من الأسر لديها معيلون من الذكور دون وجود شريكة وكانت نسبة 14.4% من غير العائلات. تألفت نسبة 10.3% من أصل جميع الأسر من عدة أفراد يعيشون في نفس المنزل ونسبة 3.8% كانت تتألف من شخص يعيش بمفرده يبلغ من العمر 65 عاماً أو أكثر. وبلغ متوسط حجم الأسرة المعيشية 3.27، أما متوسط حجم العائلات فبلغ 3.49.
بلغ العمر الوسطي للسكان 35.4 عاماً. وكانت نسبة 27% من القاطنين تحت سن الثامنة عشر، وكانت نسبة 8.3% بين الثامنة عشر والرابعة والعشرين عاماً، ونسبة 31.9% كانت واقعةً في الفئة العمرية ما بين الخامسة والعشرين والرابعة والأربعين عاماً، ونسبة 23.1% كانت ما بين الخامسة والأربعين والرابعة والستين، ونسبة 7.8% كانت ضمن فئة الخامسة والستين عاماً فما فوق. يوجد لكل 100 أنثى 99.6 ذكر، ويوجد لكل 100 أنثى في الثامنة عشر من عمرها فما فوق 96.5 ذكر.
بلغ متوسط دخل الأسرة في المنطقة السكنية 67,832 دولارًا، أما متوسط دخل العائلة فبلغ 71,336 دولارًا. وكان متوسط دخل الذكور 49,167 دولارًا مقابل 32,007 دولارًا للإناث. وسجل دخل الفرد الخاص بالمنطقة السكنية 23,197 دولارًا. وكانت نسبة 3.7% من العائلات ونسبة 5.6% من السكان تحت خط الفقر، وكان من هؤلاء نسبة 4.6% تحت سن الثامنة عشر ونسبة 14.2% في الخامسة والستين من العمر وما فوق.

### تعداد عام 2010
بلغ عدد سكان سينتيريتش 31,578 نسمة بحسب تعداد عام 2010، وبلغ عدد الأسر 10,026 أسرة وعدد العائلات 8,042 عائلة مقيمة في المنطقة السكنية. في حين سجلت الكثافة السكانية 1,397.3 نسمة لكل كيلومتر مربع (3,619.0/ميل2). وبلغ عدد الوحدات السكنية 10,408 وحدة بمتوسط كثافة قدره 460.5 لكل كيلومتر مربع (1,192.7/ميل2).
وتوزع التركيب العرقي للمنطقة السكنية بنسبة 85.36% من البيض و3.07% من الأمريكيين الأفارقة و0.12% من الأمريكيين الأصليين و6.19% من الأمريكيين ذوي الأصول الآسيوية و0.02% من سكان جزر المحيط الهادئ و3.20% من الأعراق الأخرى و2.03% من عرقين مختلطين أو أكثر و11.32% من الهسبانيون أو اللاتينيون من أي عرق.
بلغ عدد الأسر 10,026 أسرة كانت نسبة 41.6% منها لديها أطفال تحت سن الثامنة عشر تعيش معهم، وبلغت نسبة الأزواج القاطنين مع بعضهم البعض 64% من أصل المجموع الكلي للأسر، ونسبة 11.2% من الأسر كان لديها معيلات من الإناث دون وجود شريك، بينما كانت نسبة 5% من الأسر لديها معيلون من الذكور دون وجود شريكة وكانت نسبة 19.8% من غير العائلات. تألفت نسبة 15.3% من أصل جميع الأسر من عدة أفراد يعيشون في نفس المنزل ونسبة 7.8% كانت تتألف من شخص يعيش بمفرده يبلغ من العمر 65 عاماً أو أكثر. وبلغ متوسط حجم الأسرة المعيشية 3.13، أما متوسط حجم العائلات فبلغ 3.45.
بلغ العمر الوسطي للسكان 38.9 عاماً. وكانت نسبة 24.4% من القاطنين تحت سن الثامنة عشر، وكانت نسبة 9.6% بين الثامنة عشر والرابعة والعشرين عاماً، ونسبة 25.9% كانت واقعةً في الفئة العمرية ما بين الخامسة والعشرين والرابعة والأربعين عاماً، ونسبة 28.4% كانت ما بين الخامسة والأربعين والرابعة والستين، ونسبة 11.7% كانت ضمن فئة الخامسة والستين عاماً فما فوق. وتوزع التركيب الجنسي للسكان بنسبة 49.9% ذكور و50.1% إناث.